# Цедриньш, Вилис
Вилис Цедриньш (латыш. Vilis Cedriņš; 19 декабря 1914, хутор Скуяс, Ренценская волость, ныне Буртниекский край — 8 января 1946, Воркута) — латвийский поэт и переводчик.

## Биография
Сын плотника. В 1917—1921 гг. в эвакуации в селе Нижняя Буланка в Сибири, где жили многочисленные родственники семьи. По возвращении в Латвию окончил школу в Ренценах (1929), затем гимназию в Валмиере (1933).
С 1933 г. в Риге, в 1934 г. вступил в творческое объединение «Зелёная ворона». В 1935—1936 гг. служил в Латвийской армии, с 1938 г. работал в журналах редактором и корректором. В 1940 г. поступил на юридический факультет Латвийского университета, не окончил. В том же году женился на молодой поэтессе Мирдзе Чуйбе (1917—2009), в 1942 и 1944 гг. родились сыновья Гундарс и Райнис.
В октябре 1944 г. семья Цедриней предприняла попытку бегства из Вентспилса в Швецию, однако в итоге Мирдза с младшим сыном Райнисом смогла уехать, а Вилис со старшим сыном Гундарсом вынужден был остаться. При повторной попытке бегства в мае 1945 г. корабль, на котором плыл Цедриньш, был обстрелян и вернулся к берегу, вскоре после этого Цедриньш был арестован и отправлен в Воркутлаг, где вскоре умер.

## Творчество
Дебютировал в печати в 1929 году стихотворением памяти Райниса. В 1935 году выпустил первый сборник стихотворений «Серебряный всадник» (латыш. Sidraba jātnieks), удостоенный премии Латвийского объединения прессы. Александр Чак, отзываясь на этот сборник, приветствовал Цедриня как первого представителя нового поэтического поколения, отмечая в его поэзии глубокую переработку фольклорной основы, в том числе и в области ритмики. Вторая книга стихов Цедриня «В северных садах» (латыш. Ziemeļu dārzos) вышла в 1942 году. Отдельными изданиями в переводе Цедриня вышли «Римские элегии» (1941) и поэма «Герман и Доротея» (1942) Иоганна Вольфганга Гёте.
Двухтомное собрание сочинений Цедриня выпустил в 1965—1968 гг. в США его брат Янис. В Латвии книга стихотворений Цедриня вновь издана в 1995 году. На русский язык несколько стихотворений Цедриня перевёл Виктор Третьяков.

## Семья
Брат, Янис Цедриньш (1922—1976), защитил в Боннском университете диссертацию (нем. Gedanken über dem Tod in der Existenzphilosophie), затем перебрался в США, где работал заведующим библиотекой Американского общества зубных врачей. Его сын — поэт и переводчик Петерис Цедриньш.